# Pacific (Missouri)
Pacific é uma cidade localizada no estado americano do Missouri, no Condado de Franklin e Condado de St. Louis.

## Demografia
Segundo o censo americano de 2000, a sua população era de 5482 habitantes.
Em 2006, foi estimada uma população de 7159, um aumento de 1677 (30.6%).

## Geografia
De acordo com o United States Census Bureau tem uma área de 14,0 km², dos quais 14,0 km² cobertos por terra e 0,0 km² cobertos por água. Pacific localiza-se a aproximadamente 148 m acima do nível do mar.

## Localidades na vizinhança
O diagrama seguinte representa as localidades num raio de 16 km ao redor de Pacific.